# Cloud County
Cloud County je okres ve státě Kansas v USA. K roku 2010 zde žilo 9 533 obyvatel. Správním městem okresu je Concordia. Celková rozloha okresu činí 1 861 km². Byl pojmenován podle Williama F. Clouda.